# 見よ、主は輝く雲にうち乗り
見よ、主は輝く雲にうち乗り（みよ、しゅはかがやくくもにうちのり、Lo! He comes with Clouds Descending）は、イエス・キリストの再臨を歌った讃美歌。クリスマス前のアドベント讃美歌として用いられる。歌詞はJohn Cennick作でチャールズ・ウェスレーがアレンジしている。曲は複数ある。

## 収録
- 讃美歌 (1954年版)173番
- 日本福音連盟の聖歌188番「ひとたび死にたる」（曲:WadeのCantus Diversi、1751年より）
- 聖歌の友社の聖歌 (総合版)143番「ひとたび死にたる」（曲:WadeのCantus Diversi、1751年より）

## 聖句
聖句はヨハネの黙示録1章7節
「視よ、彼は雲の中にありて來りたまふ、諸衆の目、殊に彼を刺したる者これを見ん、かつ地上の諸族みな彼の故に歎かん、然り、アァメン。」

## 歌詞
1.

見よ、主は雲にのって来られる。

罪人のために苦しめられた方。

あまたの聖徒が集い、

主の勝利に連なる。

ハレルヤ！ハレルヤ！ハレルヤ！

神があらわれ、支配される。

2.

全ての目は主を見る

おそるべき威光をまとわれたお方を。

主をあざけり、打ち、

刺し、木に釘付けにした者らは、

深くなげく、深くなげく、深くなげく、

真のメシアを見るのだ。

3.

すべての島、海、山、

天と地は、逃げ去る。

その日、主を憎む者はおることができない。

審判の日！審判の日！審判の日！

離れ去れ。

（黙示録6:14、16:20、20:11）

7.

アーメン！このお方を礼拝せよ。

高き永遠の御座におられるお方。

救い主よ、力と栄光をとりたまえ。

あなたの御国を宣言してください。

すぐに来てください！すぐに来てください！すぐに来てください！

永遠の神よ、来てください！

## CD
- 『セント・ポール寺院のクリスマス』セント・ポール大聖堂聖歌隊
- Choir of King's College, Cambridge Adrian Partington, Sir Philip Ledger